# Pterygota brasiliensis
Pterygota brasiliensis, também conhecido pelos nomes populares pau-rei, farinha-seca e maperoá é uma árvore endêmica do Brasil da família Malvaceae, descrita pelo naturalista brasileiro Francisco Freire Alemão.
A árvore chega a atingir cerca de até trinta metros de altura.
A espécie ocorre na floresta pluvial da encosta atlântica no Rio de Janeiro, Espírito Santo e sul da Bahia.
Suas flores possuem odor e a floração ocorre de maio a setembro.
A polinização é feita por abelhas.

## Morfologia

### Geral
A árvore atinge de vinte a trinta metros de altura. O tronco possui sapopemas basais e atinge diâmetro de cinquenta a oitenta centímetros.
Suas folhas são coriáceas, glabras, de dimensões de 20 a 30 por 20 a 25 centímetros de comprimento e largura respectivamente.
O pecíolo tem de doze a quinze centímetros de comprimento.
A inflorescência possui flores unisexuadas actinomórficas de cor marrom com presença de estiletes, cálice dialicépalo, corola dialipétala e néctar.
O estígma é áfido.
Os verticilos são diclamídeos.
Os ovários são súperos, pluricarpelares e pluriloculares.
A placentação é axilar.
A deiscência da antera é longitudinal.
O pólen possui formato oblato-esferoidal, tamanho mpedio, ornamentação reticulada da exina, unidade de dispersão mônade, simetria radial. Ele é isopolar de âmbito subtriangular. A sua abertura é do tipo colporo e é tricolporado. O colpo é curto e o poro é circular.

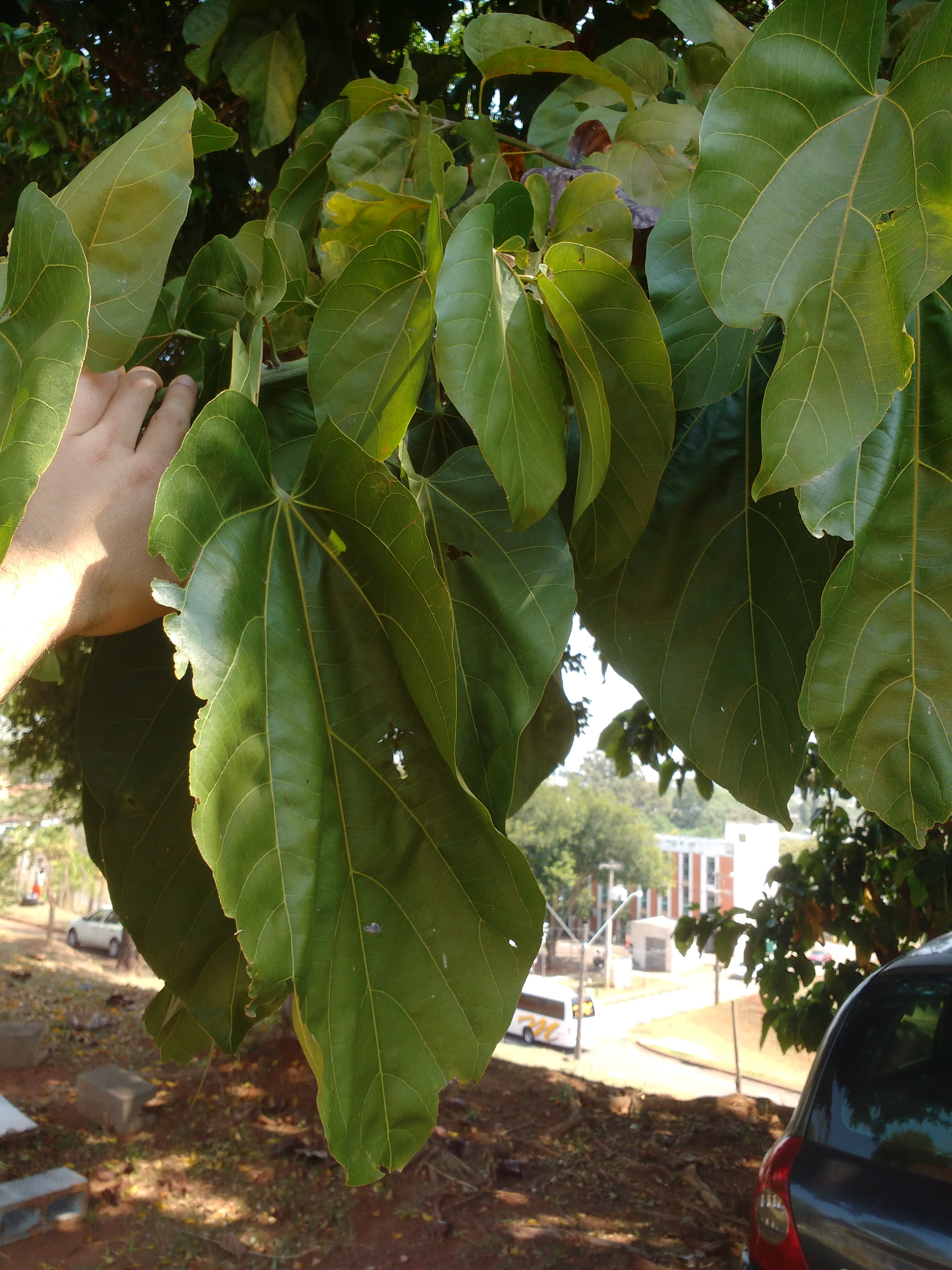
Folhas de P. brasiliensis.
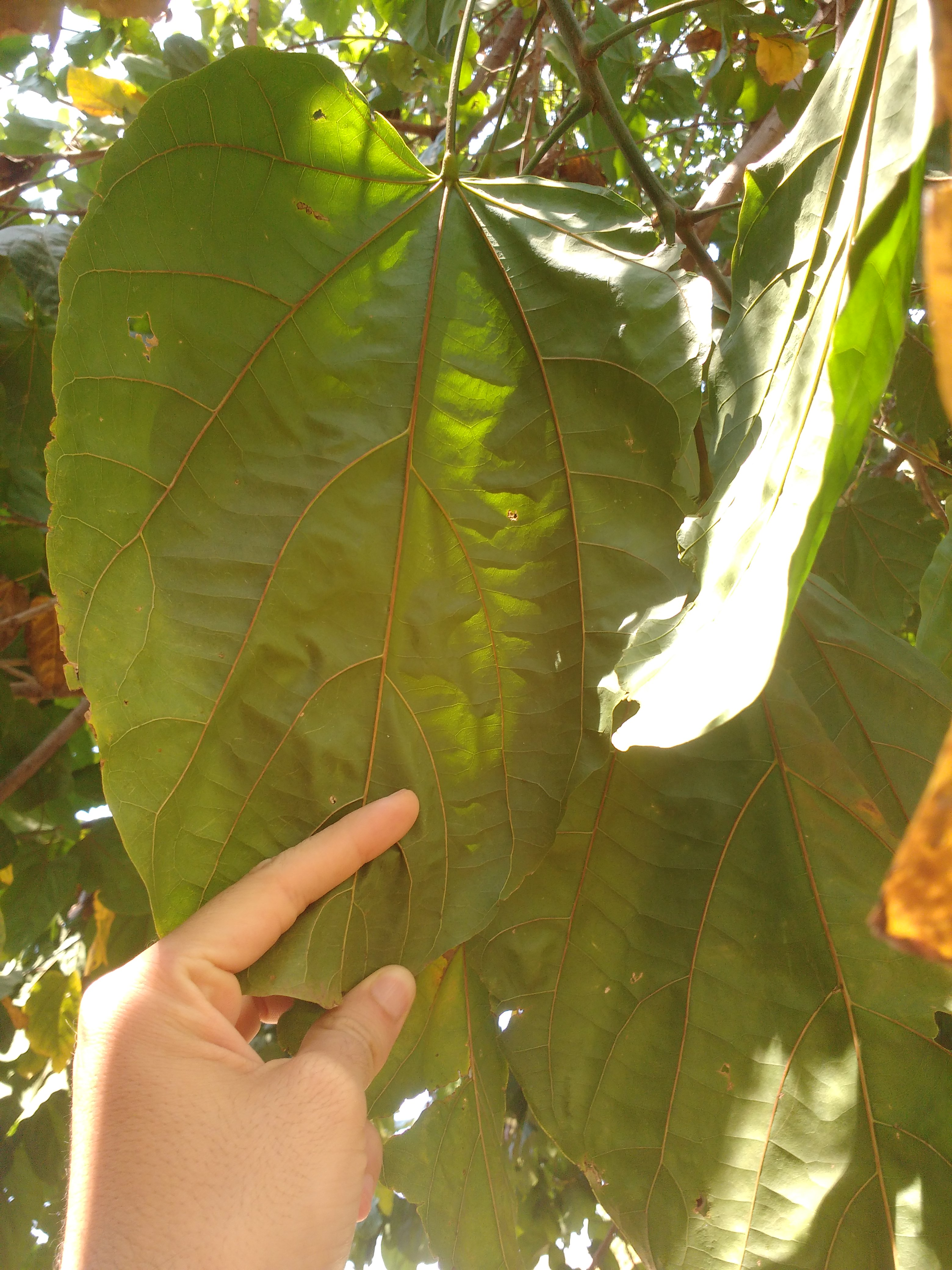
Parte de trás das folhas de P. brasiliensis.
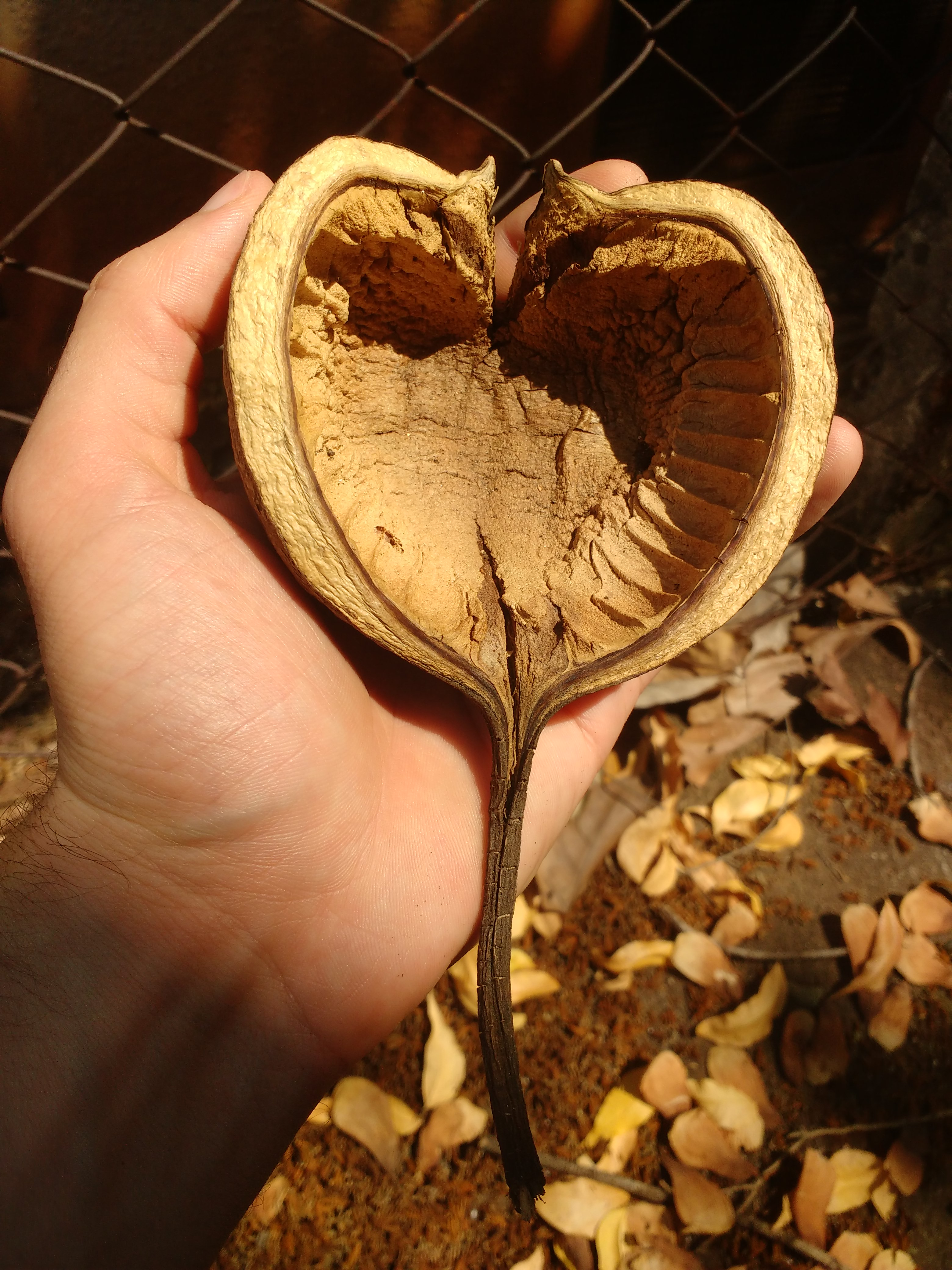
Fruto de P. brasiliensis.
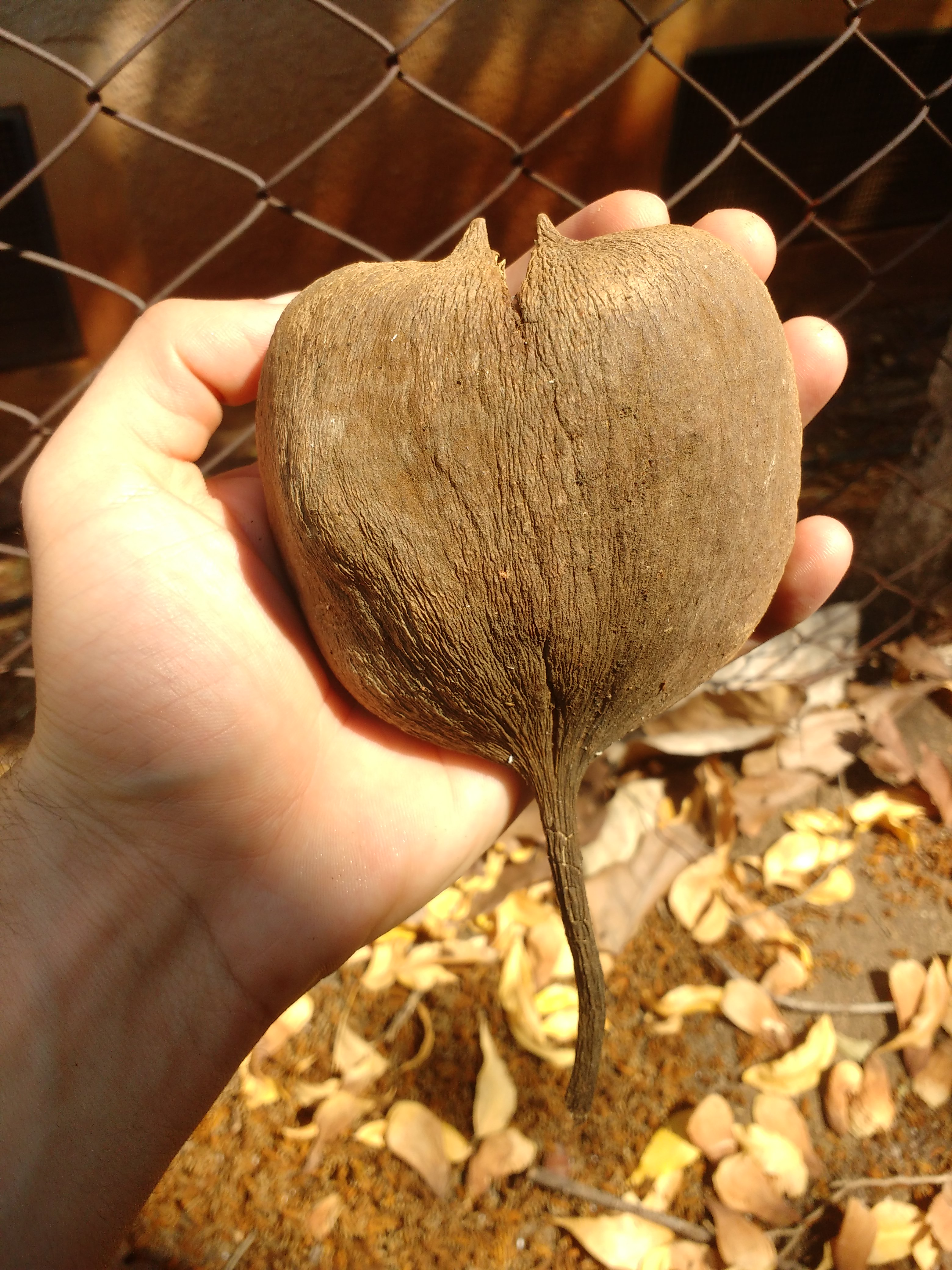
Fruto de P. brasiliensis.
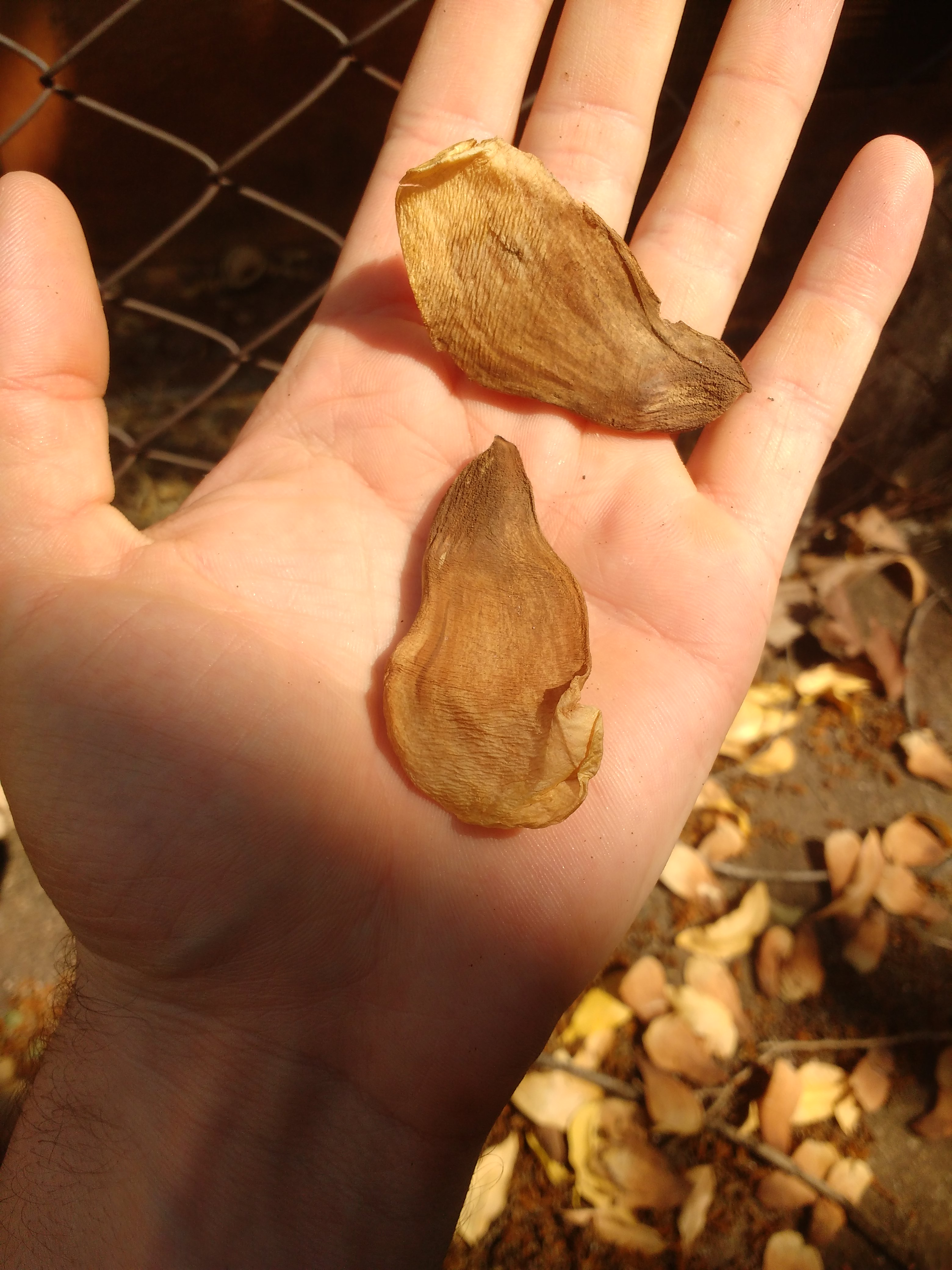
Sementes de P. brasiliensis.
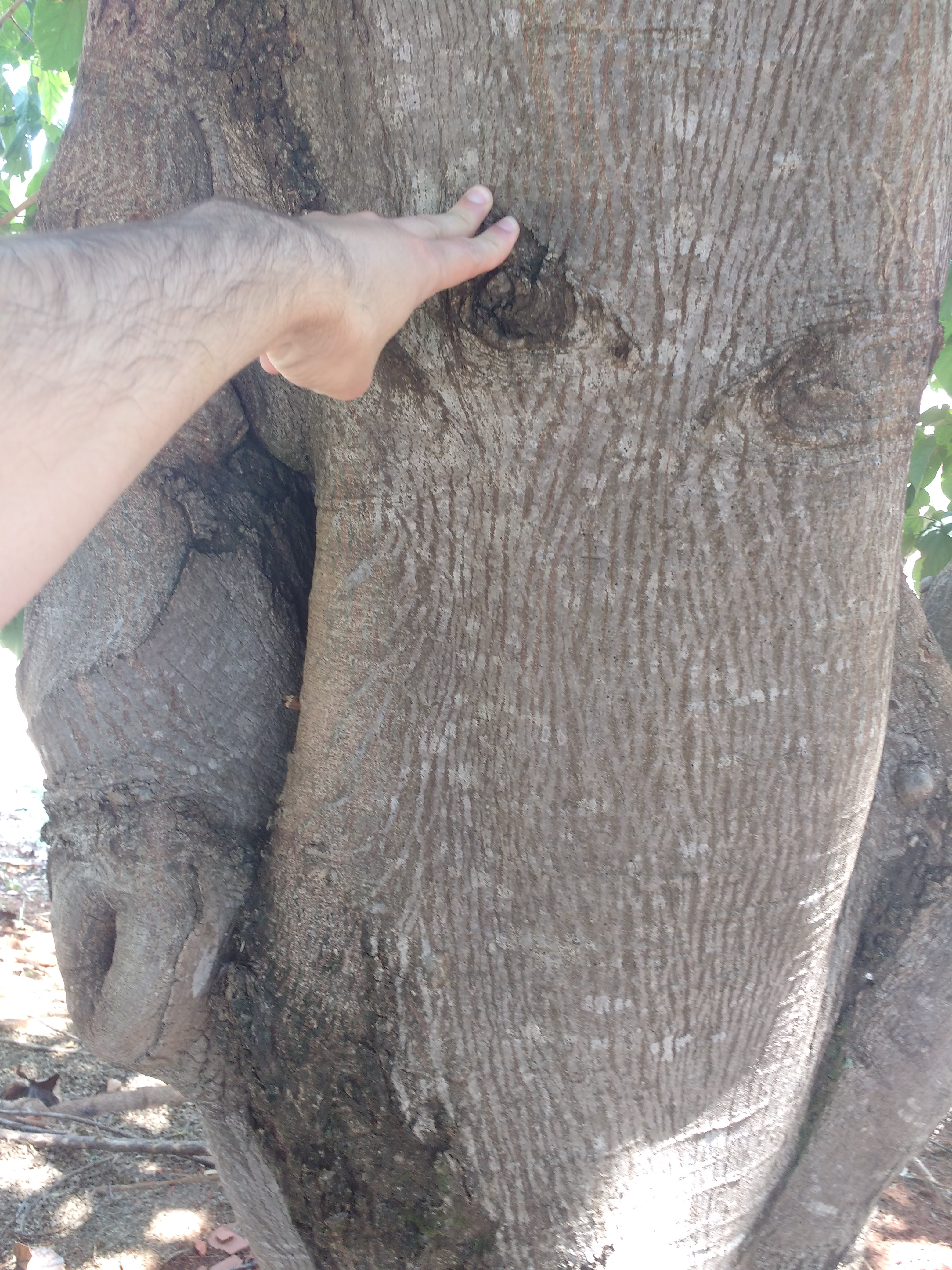
Tronco de P. brasiliensis.
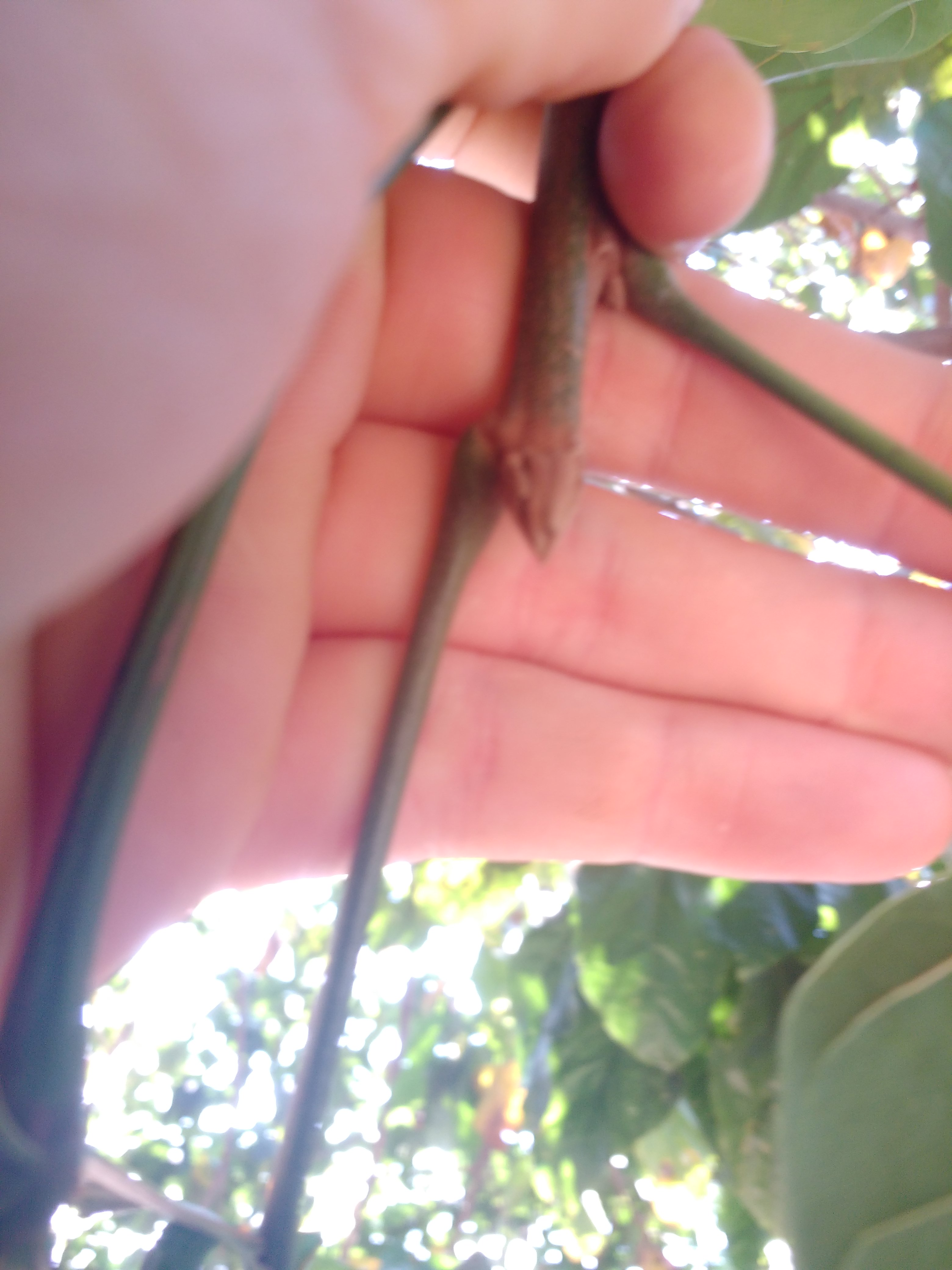
Meristema de P. brasiliensis.
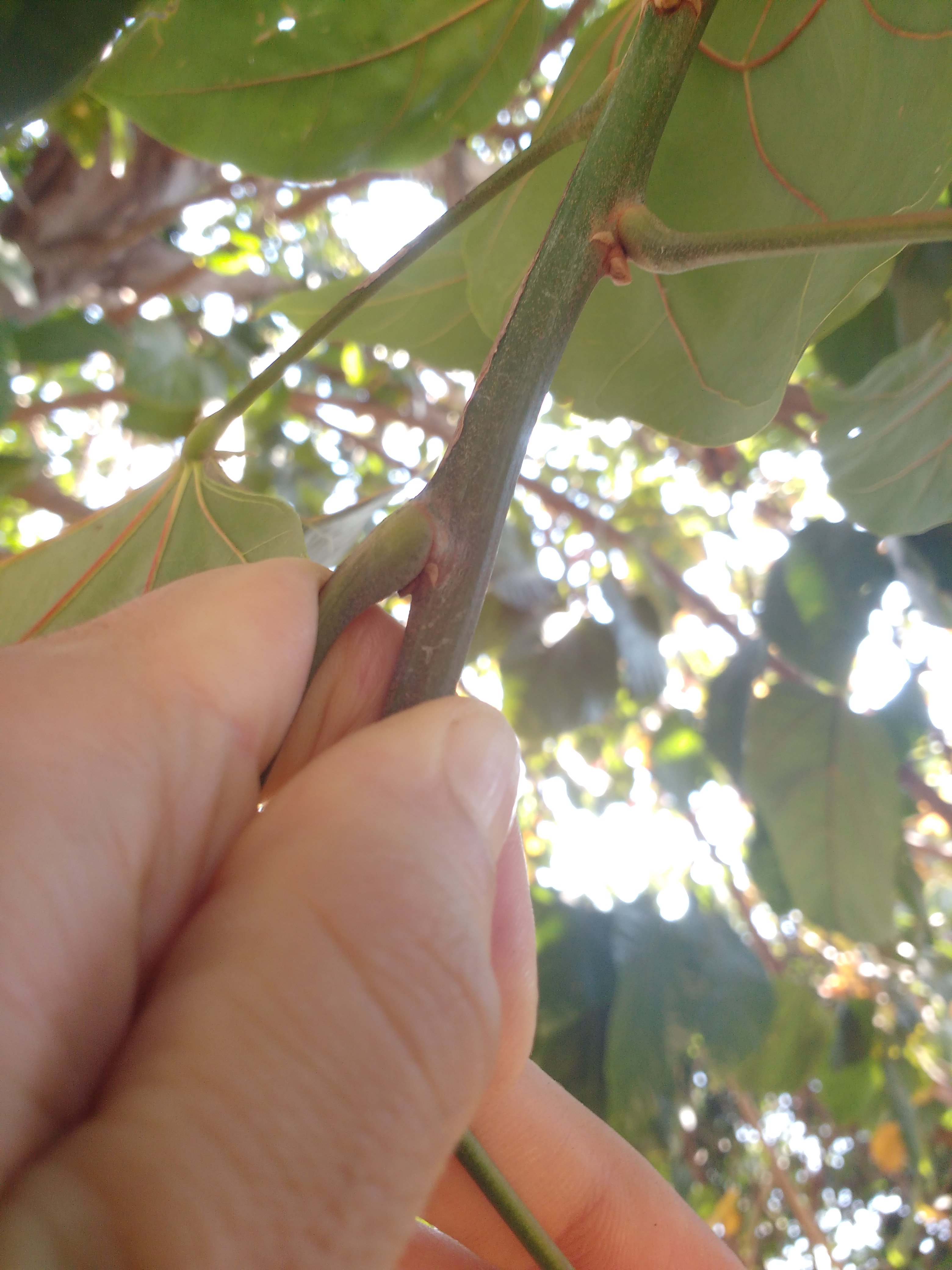
Pecíolo de P. brasiliensis.